# Propilparaben
Propilparabenul (para-hidroxibenzoatul de propil) este un compus organic cu formula chimică HO-C6H4-CO-O-CH2CH2CH3. Este esterul propilic al acidului para-hidroxibenzoic, fiind un membru al clasei parabenilor.

## Utilizări
Este utilizat pe post de conservant fungicid, ca aditiv alimentar, având numărul E E216. Sarea sa sodică, para-hidroxibenzoatul de propil sodic, are proprietăți similare și are numărul E217.